# (4103) Chahine
(4103) Chahine (1989 EB) – planetoida z grupy pasa głównego asteroid okrążająca Słońce w ciągu 3,67 lat w średniej odległości 2,38 j.a. Odkryta 4 marca 1989 roku.